# Ванькович, Анатолий Степанович
Анато́лий Степа́нович Ванько́вич (бел. Анато́лій Сцяпа́навіч Ванько́віч; род. 13 ноября 1958 года, д. Тихонь, Слуцкий район, Минская область, Белорусская ССР) — белорусский военный и государственный деятель, генерал-майор. Директор Республиканского производственного унитарного предприятия (РПУП) «Завод точной электромеханики», руководитель проекта по созданию белорусской реактивной системы залпового огня (РСЗО) «Полонез».

## Образование
В 1980 году окончил Вильнюсское высшее командное училище радиоэлектроники войск ПВО по специальности «командная, тактическая, автоматизированные системы управления» с квалификацией: инженер по эксплуатации радиоэлектронных средств.
В последующем также окончил:
- Военную командную академию противовоздушной обороны им. маршала Советского Союза Г. К. Жукова по специальности «командно-штабная, оперативно-тактическая войск противовоздушной обороны»[1];
- Военную академию Генерального штаба Вооружённых сил Российской Федерации по специальности «военное и государственное управление»[1].

## Военная служба
Проходил военную службу в должностях: командиров взвода, отдельной роты, отдельного батальона ПВО В/Ч 92603, бригады, начальника оперативного управления.
С момента создания в апреле 2002 года Западного оперативно-тактического командования ВВС и войск ПВО Вооружённых сил Республики Беларусь (ЗОТК) являлся командующим войсками ЗОТК.
2 июля 2003 года был назначен начальником Главного штаба — первым заместителем командующего ВВС и войсками ПВО Вооружённых сил Республики Беларусь.
4 мая 2005 года А. С. Ваньковичу Указом президента Республики Беларусь было присвоено очередное воинское звание генерал-майора.
24 октября 2008 года был освобождён от должности начальника Главного штаба — первого заместителя командующего ВВС и войсками ПВО Вооружённых сил Республики Беларусь с формулировкой «в связи с избранием депутатом Палаты представителей Национального собрания Республики Беларусь», военная служба также была приостановлена на весь срок депутатских полномочий.
В видеорепортажах, демонстрировавшихся в 2015—2016 годах по белорусским национальным телеканалам, в которых рассказывалось об РСЗО «Полонез», А. С. Ванькович присутствовал, будучи одетым в боевую форму белорусской армии с воинскими знаками различия генерал-майора.

## Депутатская деятельность
Был депутатом Палаты представителей Национального собрания Республики Беларусь III и IV созывов (в 2004—2008 годах и 2008—2012 годах, соответственно), оба раза — от Барановичского-Западного избирательного округа.
В течение двух депутатских сроков входил в состав Постоянной комиссии по национальной безопасности, являлся заместителем председателей комиссии.
Как член данной комиссии был ответственным за подготовку и рассмотрение во время парламентских сессий ряда законопроектов, вносимых президентом и Советом министров Республики Беларусь для принятия Палатой представителей, в их числе:
- Проект Закона «О государственной программе вооружения и государственном оборонном заказе» (внесён президентом 10 ноября 2006 года; принят 25 апреля 2007 года);
- Проект Закона «О регистре населения» (внесён Советом министров 28 сентября 2007 года; принят 24 июня 2008 года);
- Проект Закона «О порядке и условиях направления граждан в лечебно-трудовые профилактории и условиях нахождения в них» (внесён Советом министров 31 декабря 2008 года; принят 11 декабря 2009 года);
- Проект Закона «О ратификации Договора государств-участников Содружества Независимых Государств о межгосударственном розыске лиц» (внесён Советом министров 13 июня 2011 года; принят 24 июня 2011 года);
- Проект Закона «О ратификации Соглашения о статусе формирований сил и средств системы коллективной безопасности Организации Договора о коллективной безопасности» (внесён Советом министров 28 сентября 2011 года; принят 20 октября 2011 года);
- Проект Закона «О внесении изменений и дополнений в некоторые законы Республики Беларусь по вопросам профилактики безнадзорности и правонарушений несовершеннолетних» (внесён Советом министров в виде двух законопроектов; принят 19 апреля 2012 года по результатам включения норм одного законопроекта в другой);
- Проект Закона «О наркотических средствах, психотропных веществах, их прекурсорах и аналогах» (внесён Советом министров 4 июля 2011 года; принят 27 июня 2012 года);
- Проект Закона «О ратификации Соглашения между Республикой Беларусь и Международной организацией уголовной полиции — Интерполом о признании паспорта Международной организации уголовной полиции — Интерпола» (внесён Советом министров 16 мая 2012 года; принят 21 июня 2012 года);
- Проект Закона «Об основах деятельности по профилактике правонарушений» (внесён Советом министров 28 июня 2012 года; принят 16 декабря 2013 года);
- и др.[11][12]

В конце 2008 года был делегирован Палатой представителей Национального собрания Республики Беларусь в состав Парламентского собрания Союза Беларуси и России, до окончания депутатских полномочий в 2012 году являлся председателем Комиссии по безопасности, обороне и борьбе с преступностью.

## Работа в оборонном секторе экономики
Уже в середине 2013 года А. С. Ванькович фигурировал в качестве ответственного лица, заказывающего работы по проектированию и строительству объекта от имени Республиканского производственного унитарного предприятия (РПУП) «Завод точной электромеханики» — предприятия оборонного сектора экономики Республики Беларусь, основанного в 2009 году, производственная база которого расположена на территории 977‑й артиллерийской базы вооружения (в/ч 74962, г. Дзержинск-2 (Станьково), Минский район). На 977-й абв, кроме многого прочего, производится ремонт и техническое обслуживание ракетного вооружения ещё советского производства, а в рамках РПУП «Завод точной электромеханики», что было продемонстрировано в ноябре 2015 года, осуществляется финишная сборка белорусской РСЗО «Полонез» и боеприпасов к ней.
В ноябре 2014 года в информационном сообщении Государственного военно-промышленного комитета (Госкомвоенпрома) Республики Беларусь была озвучена официальная должность А. С. Ваньковича — директор РПУП «Завод точной электромеханики».
Спустя год, 3 ноября 2015 года, А. С. Ванькович был в числе лиц, представивших президенту А. Г. Лукашенко производство РСЗО «Полонез» во время его визита на РПУП «Завод точной электромеханики».
В видеорепортаже телекомпании Министерства обороны Республики Беларусь «ВоенТВ», посвящённом состоявшимся 16 июня 2016 года испытаниям РСЗО «Полонез» на территории Республики Беларусь, А. С. Ванькович был представлен в качестве руководителя проекта по созданию белорусской РСЗО, а также руководителем боевых пусков в ходе испытаний.

## Награды
В период исполнения депутатских полномочий в 2008—2012 годах уже имел следующие военные награды: орден «За службу Радзіме» (рус. «За службу Родине») III степени, медали «За бездакорную службу» (рус. «За безупречную службу») I, II, III степеней, медаль «За боевые заслуги», а также девять иных медалей СССР, Республики Беларусь и Российской Федерации. Кроме этого, был награждён Почётной грамотой Национального собрания Республики Беларусь.
28 ноября 2014 года во время заседания Коллегии Госкомвоенпрома Республики Беларусь А. С. Ваньковичу была вручена юбилейная медаль «70 год вызвалення Рэспублікi Беларусь ад нямецка-фашысцкіх захопнікаў» (рус. «70 лет освобождения Республики Беларусь от немецко-фашистских захватчиков»).
Во время заседания Коллегии Госкомвоенпрома Республики Беларусь, состоявшегося 12 ноября 2015 года, был награждён Почётной грамотой Госкомвоенпрома с формулировкой "за добросовестную работу, старание, усердие и разумную инициативу, проявленные при подготовке посещения главой государства РПУП «Завод точной электромеханики».
16 июня 2016 года по результатам выполнения успешных испытаний РСЗО «Полонез» на территории Республики Беларусь президент А. Г. Лукашенко отдал распоряжение премьер-министру А. В. Кобякову представить всех лиц, внёсших вклад в создание белорусской реактивной системы залпового огня, к государственным наградам.

## Семья
Женат, имеет дочь и сына.